# Aillutticus
Genre
Aillutticus est un genre d'araignées aranéomorphes de la famille des Salticidae.

## Distribution
Les espèces de ce genre se rencontrent au Brésil et en Argentine.

## Liste des espèces
Selon World Spider Catalog (version 18.0, 04/03/2017) :
- Aillutticus knysakae Ruiz & Brescovit, 2006
- Aillutticus montanus Ruiz & Brescovit, 2006
- Aillutticus nitens Galiano, 1987
- Aillutticus pinquidor Galiano, 1987
- Aillutticus raizeri Ruiz & Brescovit, 2006
- Aillutticus rotundus Galiano, 1987
- Aillutticus soteropolitano Ruiz & Brescovit, 2006
- Aillutticus viripotens Ruiz & Brescovit, 2006

## Publication originale
- Galiano, 1987 : Description of Aillutticus, new genus (Araneae, Salticidae). Bulletin of the British Arachnology. Society, vol. 7, p. 157-164.